# Lytton Strachey

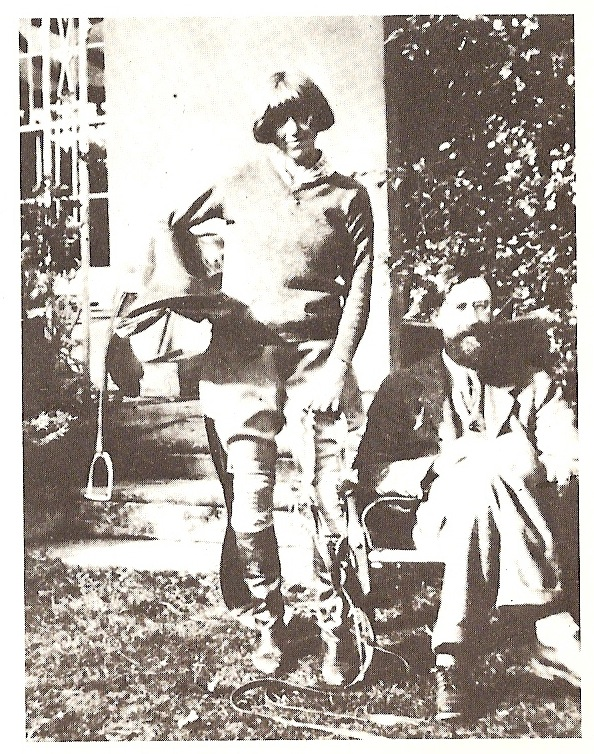
Lytton Strachey i Dora Carrington

Giles Lytton Strachey (ur. 1 marca 1880, zm. 21 stycznia 1932) – angielski pisarz i krytyk. Zdobył sławę dzięki nowej formie biografistyki, w której psychologiczny wgląd i sympatia są połączone z lekceważeniem i kpiną.

## Życiorys
Strachey urodził się w Londynie. Jego rodzicami byli Jane Strachey, wiodąca sufrażystka, i sir Richard Strachey, generał broni (ang.  Lieutenant General) brytyjskich zbrojnych sił kolonialnych. Był jedenastym z trzynaściorga dzieci, a dziesiątym wśród tych, które dożyły wieku dorosłego, włączając jego siostrę Dorothy Strachey.
Od 1899 do 1905, studiował w Trinity College Uniwersytetu Cambridge. Dzięki członkostwu w Towarzystwie "Apostołów" zaprzyjaźnił się z: G.E. Moore'em, Johnem Maynardem Keynesem i Leonardem Woolfem, a także z osobami spoza "Apostołów": Thoby'm Stephenem i Clive'em Bellem, którzy wraz z siostrami Stephena: Vanessą Bell i Virginią Stephen (później Woolf) ostatecznie utworzyli Grupę Bloomsbury.
Od 1904 do 1914 recenzował książki i przeglądy dramatów dla magazynu "The Spectator", publikował poezję. Napisał ważną książkę dla krytyki literatury, "Landmarks in French Literature" (1912).
Podczas I wojny światowej był obdżektorem i spędzał dużo czasu z ludźmi o podobnych poglądach, jak lady Ottoline Morrell i członkowie Grupy Bloomsbury. Jego pierwszy wielki sukces i najbardziej znane osiągnięcie to "Eminent Victorians" (1918), kolekcja czterech krótkich biografii wiktoriańskich bohaterów. Z humorem, zaprezentował ich wady i to, co uważał za hipokryzję wiktoriańskiej moralności. W tym samym stylu napisał "Queen Victoria" (1921).
Umarł na (wtedy niezdiagnozowanego) raka żołądka w wieku 51 lat w swojej posiadłości na wsi, Ham Spray House, at Ham w Wiltshire.
Mimo że Strachey mówił otwarcie o swoim homoseksualizmie z przyjaciółmi z Bloomsbury (był nawet związany z Johnem Maynardem Keynesem), nie był to szeroko znany fakt do czasu publikacji w latach 1967–1968 biografii autorstwa Michaela Holroyda. Jego niezwykły związek z malarką Dorą Carrington (ona była w nim zakochana, lecz Strachey był zainteresowany jej mężem, Ralphem Partridge'em, jak i innymi młodymi mężczyznami) stał się tematem filmu "Carrington" (1995). Kuplet z tego okresu tak opisuje ich związek: "Lytton Strachey to gej, Dora biseksualistka/Życie jest dziwne, gdy jesteś intelektualistą" ("Lytton Strachey was gay, Dora was bisexual/Life is strange when you're an intellectual.") Jonathan Pryce otrzymał nagrodę Best Actor na festiwalu w Cannes za kreację Stracheya.
Listy Stracheya, zredagowane przez Paula Levy'ego, zostały opublikowane w 2005 roku. Odkrywają, że zgodnie z ówczesną obyczajowością, jego zamiłowanie ograniczało się do młodzieńców. Jego pierwszą miłością był młody artysta Duncan Grant, i później jego listy ukazują zachwyt młodością: "Dziewczęca ekstaza kontrastuje z odrazą i rozczarowaniem, jak czarowni chłopcy pojawiający się na tych stronach (rzęsy długie na stopę i rozmarzony wyraz twarzy) dorastają, rozrastają się, zapuszczają brody i statkują się, żeniąc się lub sypiając z kobietami". ("Girlish rapture alternates with disgust and disillusionment as the ravishing boys who troop through these pages ("eyelashes a foot long and a dream of a face") regularly grow up, broaden out, sprout beards and settle down to marry and/or sleep with women.")

## Książki
- Landmarks in French Literature (1912)
- Eminent Victorians: Cardinal Manning, Florence Nightingale, Dr. Arnold, General Gordon (1918)
- Queen Victoria (1921)
- Books and Characters (1922)
- Elizabeth and Essex: A Tragic History (1928)
- Portraits in Miniature and Other Essays (1931)
- Characters and Commentaries (ed. James Strachey, 1933)
- Spectatorial Essays (ed. James Strachey, 1964)
- Ermyntrude and Esmeralda (1969)
- Lytton Strachey by Himself: A Self Portrait (ed. Michael Holroyd, 1971)
- The Really Interesting Question and Other Papers (ed. Paul Levy, 1972)
- The Shorter Strachey (ed. Michael Holroyd and Paul Levy, 1980)
- The Letters of Lytton Strachey (ed. Paul Levy, 2005) ISBN 0-670-89112-6